# Stanley Cup 1990
La finale della Stanley Cup 1990 è stata una serie al meglio delle sette gare che ha determinato il campione della National Hockey League per la stagione 1989-90. Al termine dei playoff i Boston Bruins, campioni della Prince of Wales Conference, sfidarono gli Edmonton Oilers, campioni nella Clarence S. Campbell Conference. I Bruins nella serie finale di Stanley Cup usufruirono del fattore campo in virtù del maggior numero di punti ottenuti nella stagione regolare, 101 contro i 90 degli Oilers. La serie iniziò il 15 maggio e finì il 24 maggio con la conquista da parte degli Oilers della Stanley Cup per 4 a 1.
Le due squadre si erano già affrontate in finale due anni prima, quando gli Oilers si aggiudicarono il titolo vincendo la serie 4-0. Questa fu l'ultima di otto finali di Stanley Cup consecutive disputata da una franchigia dell'Alberta, sei da parte degli Oilers più due da parte dei Calgary Flames. Grazie al successo nella serie finale gli Oilers conquistarono il quinto titolo in sette stagioni, l'unico senza l'ex capitano Wayne Gretzky, sostituito alla guida della squadra da Mark Messier. In totale furono sette i giocatori della rosa di Edmonton capaci di conquistare tutti e cinque i titoli, mentre tre di loro, Messier, Anderson e Lowe, avrebbero conquistato insieme un altro titolo nel 1994 con i New York Rangers.
Al termine della serie il portiere canadese Bill Ranford fu premiato con il Conn Smythe Trophy, trofeo assegnato al miglior giocatore dei playoff.

## Contendenti

### Boston Bruins
I Boston Bruins conclusero la stagione regolare vincendo l'Adams Division con 101 punti che valsero loro anche la conquista del Presidents' Trophy. Al primo turno superarono per 4-3 gli Hartford Whalers, mentre in finale di Division sconfissero i Montreal Canadiens per 4-1. Nella finale della Conference affrontarono i Washington Capitals, vincitori della Patrick Division, e li superarono per 4-0.

### Edmonton Oilers
Gli Edmonton Oilers conclusero la stagione regolare al secondo posto nella Smythe Division con 90 punti. Al primo turno sconfissero i Winnipeg Jets, per 4-3, mentre in finale di division superarono per 4-0 i Los Angeles Kings. In finale di Conference sconfissero per 4-2 i campioni della Norris Division, i Chicago Blackhawks.

## Serie

### Gara 1
| Boston 15 maggio 1990                                                                           | Edmonton Oilers | 3 – 2 (d.t.s.) (1-0; 1-0; 0-2; 0-0; 0-0) referto | Boston Bruins | Boston Garden (14.448 spett.) |
| \| \| \| \| \| Graves 09:46 Anderson 33:00 Klíma 115:13 \| Marcatori \| 43:48, 58:31 Bourque \| |                 |                                                  |               |                               |
|                                                                                                 |                 |                                                  |               |                               |
| Graves 09:46 Anderson 33:00 Klíma 115:13                                                        | Marcatori       | 43:48, 58:31 Bourque                             |               |                               |

### Gara 2
| Boston 18 maggio 1990 | Edmonton Oilers | 7 – 2 (2-1; 4-1; 1-0) referto | Boston Bruins | Boston Garden (14.448 spett.) |
| \| \| \| \| \| Graves 08:38 Kurri 10:53, 24:21, 47:27 Simpson 25:28 Tikkanen 37:10 Murphy 39:12 \| Marcatori \| 19:07 Bourque 22:56 Hawgood \| |                 |                               |               |                               |
| |                 |                               |               |                               |
| Graves 08:38 Kurri 10:53, 24:21, 47:27 Simpson 25:28 Tikkanen 37:10 Murphy 39:12                                                               | Marcatori       | 19:07 Bourque 22:56 Hawgood   |               |                               |

### Gara 3
| Edmonton 20 maggio 1990                                                    | Boston Bruins | 2 – 1 (2-0; 0-0; 0-1) referto | Edmonton Oilers | Northlands Coliseum (17.503 spett.) |
| \| \| \| \| \| Byce 00:10 Johnston 15:04 \| Marcatori \| 45:54 Tikkanen \| |               |                               |                 |                                     |
|                                                                            |               |                               |                 |                                     |
| Byce 00:10 Johnston 15:04                                                  | Marcatori     | 45:54 Tikkanen                |                 |                                     |

### Gara 4
| Edmonton 22 maggio 1990                                                                                  | Boston Bruins | 1 – 5 (0-2; 0-2; 1-1) referto                             | Edmonton Oilers | Northlands Coliseum (17.503 spett.) |
| \| \| \| \| \| Carter 55:02 \| Marcatori \| 02:13, 16:27 Anderson 21:00, 58:26 Simpson 39:15 Tikkanen \| |               |                                                           |                 |                                     |
| |               |                                                           |                 |                                     |
| Carter 55:02                                                                                             | Marcatori     | 02:13, 16:27 Anderson 21:00, 58:26 Simpson 39:15 Tikkanen |                 |                                     |

### Gara 5
| Boston 24 maggio 1990                                                                               | Edmonton Oilers | 4 – 1 (0-0; 2-0; 2-1) referto | Boston Bruins | Boston Garden (14.448 spett.) |
| \| \| \| \| \| Anderson 21:17 Simpson 29:31 Smith 46:09 Murphy 54:53 \| Marcatori \| 56:30 Byers \| |                 |                               |               |                               |
| |                 |                               |               |                               |
| Anderson 21:17 Simpson 29:31 Smith 46:09 Murphy 54:53                                               | Marcatori       | 56:30 Byers                   |               |                               |

## Roster dei vincitori
| Vincitori della Stanley Cup 1990 Edmonton Oilers | Portieri: Bill Ranford, Grant Fuhr, Pokey Reddick Difensori: Kevin Lowe (A), Steve Smith, Jeff Beukeboom, Randy Gregg, Charlie Huddy, Geoff Smith, Reijo Ruotsalainen, Craig Muni Attaccanti: Mark Lamb, Joe Murphy, Glenn Anderson, Esa Tikkanen, Mark Messier (C), Adam Graves, Craig MacTavish, Kelly Buchberger, Jari Kurri (A), Craig Simpson, Martin Gélinas, Dave Brown, Petr Klíma Staff Tecnico: John Muckler (Allenatore), Ted Green (Ass. allenatore), Ron Low (Ass. allenatore) |